# García I (król Leónu)
García I (ur. ok. 871, zm. 19 stycznia 914) – król Leónu od 910 roku; syn Alfonsa III, brat Ordoño II i Frueli II Trędowatego.
W 907, poparty przez arystokratyczną opozycję, podjął nieudaną próbę przejęcia władzy. Schwytany, został uwięziony przez ojca. Wkrótce później zwolniony zawarł, wraz z braćmi, przymierze z hrabią Kastylii Nuñezem. w 910 wszczął kolejne powstanie przeciwko ojcu – tym razem udane. W wyniku podziału królestwa Asturii, objął rządy w Leonie. Dawało mu to władzę zwierzchnią nad braćmi, z którymi pozostawał w konflikcie. Kontynuował rekonkwistę i repoblację.